# Rogue Legacy 2
Rogue Legacy 2 — компьютерная игра в жанре платформера с элементами roguelike, разработанная и изданная командой разработчиков из Канады Cellar Door Games. Выпуск игры по системе раннего доступа состоялся 18 августа 2020 года. Полная версия игры была выпущена 28 апреля 2022 года для Windows, Xbox One и Xbox Series X/S.

## Игровой процесс
Rogue Legacy 2 является игрой в жанре платформера с элементами roguelike, где игроку необходимо исследовать двумерные процедурно-сгенированные локации, добывая золото и сражаясь с врагами. Основная концепция жанра roguelike — отсутствие возможности продолжить игру с последнего сохранения после смерти героя. После неё игроку придётся начинать свой путь сначала. Однако разработчики Rogue Legacy переосмыслили этот аспект: чем глубже по игровому миру продвигается персонаж, тем больше он добывает золота, которое впоследствии игрок может вложить в улучшение брони и оружия и усиление способностей персонажа. То есть умирая, герой становится сильнее.
В игре также реализован механизм личных «характеристик» персонажа: после смерти игроку предоставляется на выбор один из трёх героев, являющихся как бы продолжением генеалогического древа предыдущих. При этом каждый персонаж может обладать особыми качествами, влияющими на игровой процесс тем или иным образом. Например, персонаж может быть слеп, что закроет игроку обзор на дальние расстояния. Как отметил журналист Polygon, поскольку некоторые из этих качеств могут сделать игру до невозможности трудной, игрок просто никогда не станет выбирать героев с такими особенностями, но в Rogue Legacy 2 разработчики внесли корректировки в эту систему: теперь игроку будет выгодно выбирать персонажей с более трудными характеристиками, ведь за них он будет получать больше золота, нежели играя за обычного персонажа.